# Jantje Friese
Jantje Friese est une productrice et scénariste allemande, née en 1977 à Marbourg. Elle est connue pour la cocréation de la série Netflix Dark.

## Biographie
Jantje Friese est née à Marbourg. Elle étudie à l'Université de télévision et de cinéma de Munich. Après avoir obtenu son diplôme, Jantje Friese travaille comme productrice pour Made in Munich Film Production et Neue Sentimental Film Berlin. En 2010, elle réalise la production du long métrage Il était une fois un meurtre (Das letzte Schweigen) écrit et réalisé par son compagnon Baran bo Odar.
Elle coécrit avec Baran bo Odar le scénario du long métrage Who Am I - No System Is Safe (2014), dont la réalisation est assurée par Baran bo Odar. Son scénario est nommé en 2015 pour le prix du meilleur scénario du Deutscher Filmpreis. Netflix repère Jantje Friese et Baran bo Odar à l'occasion de ce film et leur propose de l'adapter en une série. Le couple développe finalement Dark, première série allemande Netflix, diffusée à partir du 1er décembre 2017.
En 2018, elle est distinguée du Grimme-Preis, prix de télévision allemand le plus prestigieux, pour l'écriture du scénario de la première saison de Dark. En 2019, Dark est renouvelée pour la troisième saison. 

## Filmographie

### En tant que scénariste
- 2014 : Who Am I - No System Is Safe de Baran bo Odar (film)
- 2017 : Dark (série télévisée)
- 2022 : 1899 (série télévisée)

### En tant que productrice
- 2005 : Quietsch de Baran bo Odar (court métrage)
- 2010 : Il était une fois un meurtre (Das letzte Schweigen) de Baran bo Odar (court métrage)
- 2017 : Dark (série télévisée)
- 2022 : 1899 (série télévisée)